# Харпер (Тексас)
Харпер (енгл. Harper) насељено је место без административног статуса у америчкој савезној држави Тексас.

## Демографија
По попису из 2010. године број становника је 1.192, што је 186 (18,5%) становника више него 2000. године.
| Група             | 2000.       | 2010.         |
| Белци             | 942 (93,6%) | 1.035 (86,8%) |
| Афроамериканци    | 1 (0,1%)    | 4 (0,3%)      |
| Азијати           | 1 (0,1%)    | 1 (0,1%)      |
| Хиспаноамериканци | 50 (5,0%)   | 136 (11,4%)   |
| Укупно            | 1.006       | 1.192         |